# Master of Photography (terza edizione)
La terza stagione del programma televisivo Master of Photography viene trasmessa dal 29 maggio al 17 luglio 2018 su Sky Arte.
I giudici della terza edizione sono Oliviero Toscani, la visual editor Elisabeth Biondi e il curatore e presidente di Autograph ABP Mark Sealy.

## Concorrenti
| Concorrente        | Provenienza | Posizione            |
| ------------------ | ----------- | -------------------- |
| Federica Belli     | Italia      | vincitrice           |
| Alex Liverani      | Italia      | finalista            |
| Wayne Crichlow     | Regno Unito | eliminato 8ª puntata |
| Flint Stelter      | Germania    | eliminato 7ª puntata |
| Monika Milewska    | Polonia     | eliminata 6ª puntata |
| Nora Kabli         | Francia     | eliminata 5ª puntata |
| Paolo Barretta     | Italia      | eliminato 4ª puntata |
| Danyelle Rolla     | Regno Unito | eliminata 3ª puntata |
| Marietta Varga     | Ungheria    | eliminata 2ª puntata |
| Susanne Middelberg | Germania    | eliminata 1ª puntata |

## Puntate

### Prima puntata:Viva Napoli viva
- Messa in onda: 29 maggio 2018
- Ospite: Franco Pagetti
- Tema: I fotografi hanno 2 ore e mezza di tempo per presentare ai giudici uno scatto che rappresenti la città di Napoli. Ogni fotografo viene affiancato da un ballerino o da una ballerina del teatro di San Carlo per essere immortalato nel contesto urbanistico della città.
- Foto migliori: Flint e Federica
- Foto peggiori: Danyelle e Susanne
- Eliminato: Susanne

### Seconda puntata:Animal House
- Messa in onda: 5 giugno 2018
- Ospite: Flora Borsi
- Tema: I fotografi hanno a disposizione un'ora di tempo per realizzare uno scatto che rappresenti al meglio il rapporto tra un animale e il suo padrone.
- Foto migliori: Paolo, Danyelle e Flint
- Foto peggiori: Federica e Marietta
- Eliminato: Marietta

### Terza puntata:La montagna incantata
- Messa in onda: 12 giugno 2018
- Ospite: Tomas van Houtryve
- Tema: I fotografi devono presentare ai giudici una foto scattata sulle montagne del Trentino-Alto Adige, affrontando freddo e condizioni meteorologiche avverse.
- Foto migliori: Alex e Federica
- Foto peggiori: Nora e Danyelle
- Eliminato: Danyelle

### Quarta puntata:Sette peccati capitali
- Messa in onda: 19 giugno 2018
- Ospite: Christopher Morris
- Tema: I fotografi devono presentare ai giudici da una a tre foto, eseguite a Monaco di Baviera durante l'ultimo giorno di Carnevale, che hanno come tema principale il vizio capitale a loro assegnato
- Foto migliore: Federica
- Foto peggiori: Flint e Paolo
- Eliminato: Paolo

### Quinta puntata:Gender Revolution
- Messa in onda: 26 giugno 2018
- Ospite: Jessica Dimmock
- Tema: I fotografi devono realizzare una serie di tre immagini che raccontino la vita della persona transgender a loro assegnata.
- Foto migliore: Alex
- Foto peggiori: Nora, Wayne e Monika
- Eliminato: Nora

### Sesta puntata:Le fatiche di Ercole
- Messa in onda: 3 luglio 2018
- Ospite: Joachim Ladefoged
- Tema: I fotografi si recano nel Regno Unito per realizzare un servizio fotografico che racconti la giornata dello strongman o della strongwoman a loro assegnata.
- Foto migliore: Federica
- Foto peggiori: Alex e Monika
- Eliminato: Monika

### Settima puntata:Casa dolce casa
- Messa in onda: 10 luglio 2018
- Ospite: Sebastião Salgado
- Tema: I fotografi devono presentare ai giudici tre scatti, di cui un autoritratto, che rappresentino sé stessi, nelle loro case e luoghi d'origine.
- Foto migliore: Alex
- Foto peggiori: Wayne e Flint
- Eliminato: Flint

### Ottava puntata:United Colours
- Messa in onda: 17 luglio 2018
- Ospite: Gary Knight
- Tema: I fotografi devono raccontare la storia di una persona rifugiata in un paese lontano da quello d'origine.
- Eliminato: Wayne
- Vincitore: Federica
- Nota: I giudici hanno scelto questo genere di prova per la finale perché, avendo già creato difficoltà in passato, si voleva vedere se si era imparato dai propri errori.